# Parklife (singolo)
Parklife è il brano del gruppo musicale Blur che dà il titolo all'album Parklife del 1994. Lanciato come terzo singolo estratto dell'album, raggiunse la posizione numero dieci della Official Singles Chart.

## Il brano
La canzone contiene alcuni versi recitati in Cockney dall'attore Phil Daniels, il quale compare anche nel videoclip del brano.
La canzone è citata spesso a proposito della cosiddetta "battaglia del Britpop" tra Blur e Oasis. Nel febbraio 1996 Liam e Noel, nel ricevere i BRIT Awards, si esibirono in una parodia irriguardosa di Parklife (il titolo fu cambiato in Shite-life).

## Il video
Il videoclip del brano, diretto da Pedro Romhanyi, è stato interpretato da Phil Daniels, nei panni di un venditore di doppi vetri. Damon Albarn interpreta il suo assistente. Il video è stato girato a Greenwich.

## Premi
Il brano ha ricevuto i premi come Miglior singolo britannico e Miglior video ai BRIT Awards 1995.

## Tracce
- 12"

1. Parklife
2. Supa Shoppa
3. To the End (versione francese)
4. Beard

- CD1

1. Parklife
2. Supa Shoppa
3. Theme from an Imaginary Film

- CD2

1. Parklife
2. Beard
3. To the End (versione francese)

- Cassetta

1. Parklife
2. Supa Shoppa
3. Theme from an Imaginary Film

- 7"

1. Parklife
2. Supa Shoppa

- Nota: l'edizione 7" in vinile fu destinata solo ai jukebox e non fu commercializzata.

## Formazione
Gruppo
- Damon Albarn - voce, tastiere
- Graham Coxon - chitarra, voce, sassofono
- Alex James - basso
- Dave Rowntree - batteria

Collaboratori
- Phil Daniels - voce narrante

## Classifiche
| Classifica (1994) | Posizione massima |
| ----------------- | ----------------- |
| Irlanda           | 30                |
| Regno Unito       | 10                |